# カナンデイグア (ニューヨーク州)
カナンデイグア（英: Canandaigua、[ˌkænənˈdeɪɡwə]、タスカローラ語でUtaʼnaráhkhwaʼ）は、アメリカ合衆国ニューヨーク州西部、オンタリオ郡にある都市であり、同郡の郡庁所在地である。2010年国勢調査での人口は10,545 人だった。市の管理部門の事務所の中には隣接するホープウェル町の中にある郡複合施設に入っているものがある。「カナンデイグア」という名称は、セネカ語で「選ばれた地点」あるいは「選ばれた町で」を意味する tganǫdæ:gwęhから派生しており、この言葉の綴りはKanandarque、Ganondagan、Ga-nun-da-gwaなど様々である。
カナンデイグア市は同名のカナンデイグア「町」に囲まれている。カナンデイグア湖の北端、ロチェスター市の南東24マイル (39 km)、シラキュース市の西58マイル (93 km) に位置している。隣接する6つの町の一部はカナンデイグア市と同じ郵便用住所と番号を使っている。

## 歴史

### 概観
カナンデイグアはセネカ・イロコイ族インディアンの集落があった場所に建設され、鉄道の重要な結節点となり、19世紀半ばまでに蒸気船数隻の母港になっていた。南北戦争後、地元の産業は、レンガ工場2つ、リスク・マニュファクチャリング社、幾つかの製粉場、地域で傑出したマケチニー・ブルワリーがあった。ニューヨーク州西部に当初できた郡のシャイアータウンであり、1873年には女性の権利運動家スーザン・B・アンソニーの裁判が行われた。今日、事業、行政、医療、教育の中心町である。カナンデイグア・ワイン社として設立されたコンステレーション・ブランズ社があり、フィンガーレイクス・コミュニティカレッジ、トンプソン・ヘルスシステム、コンステレーション・ブランズ＝マービン・サンズ芸能センター、グレンジャー・ホームステッド、カナンデイグア・レディ・パドル外輪ツアーボート、ゾンネンバーグ庭園と邸宅州立歴史公園がある。最大級のウェグマンズ・フード・マーケットとニューヨーク・ワイン・アンド・キュリナリー・センターもある。

### 年譜
カナンデイグア市はセネカ族インディアンの集落カナンデイグアがあった場所である。今日ウェスト・アベニュー墓地があるウェスト・アベニューにあった。
1669年、探検家のロベール＝カブリエ・ド・ラ・サールやルネ・ド・ブレアン・ド・ガリネーがこの地域を訪れており、その時に近くのブリストルの町で、セネカ族に燃える泉と呼ばれたものを観察した。そのような泉は、天然ガスを逃がすことで生じる炎を支える水が出て来る場所で起きており、カナンデイグア地域で幾つかが見られた。
セネカ族の集落は23戸のロングハウスで構成されていたが、1779年9月10日のサリバン遠征で破壊された。
市の公立高校であるカナンデイグア・アカデミーは1791年に設立された。
1794年11月11日、この町でカナンデイグア条約が締結された。この条約はアメリカ合衆国とイロコイ連邦の6部族との間に平和と友好関係を構築することを期待して結ばれたものであり、今日でも連邦政府によって認知されている。
1815年、現在のカナンデイグア市がカナンデイグア町から分離してカナンデイグア村となり、1913年には市になった。
1807年から1808年、ジェニーバの小麦粉商人ジェシー・ホーリーがエリー運河建設の初期かつ主要な提唱者となり、カナンデイグア債務者刑務所で20か月を過ごした。この期間に運河を建設する考えについて14件の随筆を出版し、大いに影響を与えることになった。
イリノイ州選出のアメリカ合衆国上院議員で、1860年には民主党大統領候補になったスティーブン・ダグラスが、1830年から1833年1月までの3年間、カナンデイグア・アカデミーの生徒として過ごした。
1873年、女性の権利活動家スーザン・B・アンソニーが、投票に関してカナンデイグア市にあるオンタリオ郡裁判所で裁判に掛けられた。アンソニーは有罪となり罰金100ドルを言い渡されたが、払わなかった。
1945年、カナンデイグア・ワイン社をマービン・サンズが設立した。この会社は1980年代から1990年代に買収によって急速に拡大した。他の会社と合併してコンステレーション・ブランズを結成し、世界最大級のワインと蒸留酒の販売元になった。2006年、カナンデイグア・ワイン社が、コンステレーション・ワインズ, U.S., Inc.の子会社センテラ・ワイン社にブランドを変えた.。
2006年3月14日、大統領ジョージ・W・ブッシュがカナンデイグアを訪れて、カナンデイグア・アカデミーと、シニアのための介護付き生活施設フェリスヒルズで演説した。この訪問の目的は高齢者のためのメディケア・パートDについて話すためだった。

## 地理
アメリカ合衆国国勢調査局に拠れば、市域全面積は4.8平方マイル (12.5 km2)であり、このうち陸地4.6平方マイル (11.9 km2)、水域は0.2平方マイル (0.6 km2)で水域率は4.75%である
カナンデイグア市はフィンガーレイクス地域のカナンデイグア湖の北端にあり、ニューヨーク州では最大のワイン生産地域である。
市内をアメリカ国道20号線、ニューヨーク州道5号線と同21号線が通っている。

## 気候
| カナンデイグアの気候   | カナンデイグアの気候 | カナンデイグアの気候 | カナンデイグアの気候 | カナンデイグアの気候 | カナンデイグアの気候 | カナンデイグアの気候 | カナンデイグアの気候 | カナンデイグアの気候 | カナンデイグアの気候 | カナンデイグアの気候 | カナンデイグアの気候 | カナンデイグアの気候 | カナンデイグアの気候 |
| 月                     | 1月                  | 2月                  | 3月                  | 4月                  | 5月                  | 6月                  | 7月                  | 8月                  | 9月                  | 10月                 | 11月                 | 12月                 | 年                   |
| ---------------------- | -------------------- | -------------------- | -------------------- | -------------------- | -------------------- | -------------------- | -------------------- | -------------------- | -------------------- | -------------------- | -------------------- | -------------------- | -------------------- |
| 平均最高気温 °F （°C） | 34 (1)               | 36 (2)               | 43 (6)               | 55 (13)              | 68 (20)              | 77 (25)              | 81 (27)              | 79 (26)              | 72 (22)              | 61 (16)              | 48 (9)               | 37 (3)               | 57.6 (14.2)          |
| 日平均気温 °F （°C）   | 27 (−3)              | 27 (−3)              | 36 (2)               | 46 (8)               | 57 (14)              | 66 (19)              | 72 (22)              | 70 (21)              | 63 (17)              | 52 (11)              | 43 (6)               | 30 (−1)              | 49.1 (9.4)           |
| 平均最低気温 °F （°C） | 18 (−8)              | 19 (−7)              | 27 (−3)              | 36 (2)               | 46 (8)               | 57 (14)              | 63 (17)              | 61 (16)              | 54 (12)              | 43 (6)               | 34 (1)               | 25 (−4)              | 40.3 (4.5)           |
| 降水量 inch （mm）     | 1.811 (46.0)         | 1.65 (41.9)          | 2.52 (64.0)          | 3.118 (79.2)         | 2.961 (75.2)         | 3.5 (88.9)           | 3.799 (96.5)         | 3.22 (81.8)          | 3.358 (85.3)         | 2.988 (75.9)         | 2.819 (71.6)         | 2.22 (56.4)          | 33.965 (862.7)       |
| 出典：                 |                      |                      |                      |                      |                      |                      |                      |                      |                      |                      |                      |                      |                      |

## 人口動態

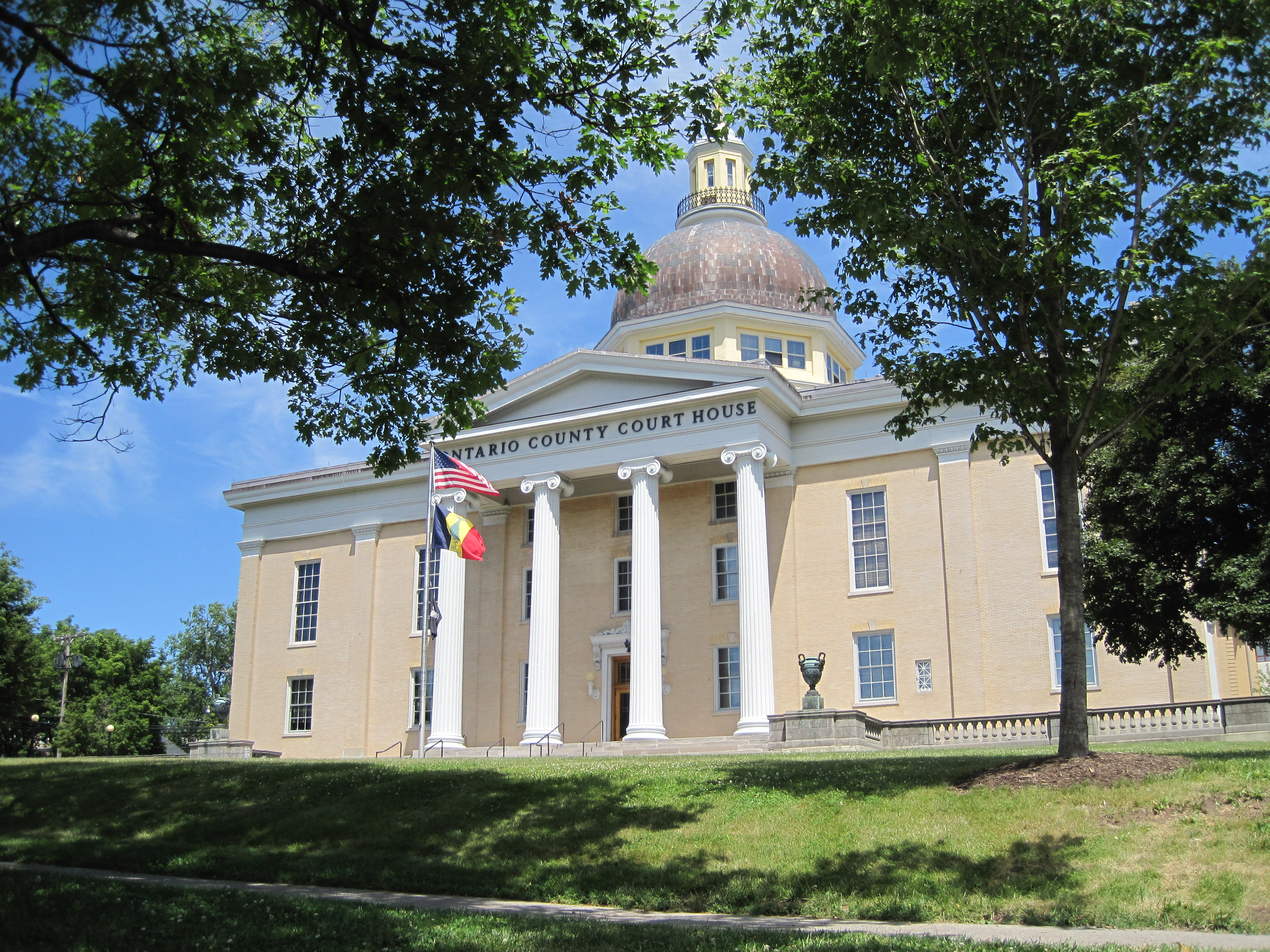
オンタリオ郡庁舎

2010年国勢調査時点では、カナンデイグア市の人口10,545人、4,789世帯、2,470家族である。
以下は2000年の国勢調査による人口統計データである。
| 基礎データ - 人口: 11,264 人 - 世帯数: 4,762 世帯 - 家族数: 2,666 家族 - 人口密度: 945.4人/km2（2,447.5 人/mi2） - 住居数: 5,066 軒 - 住居密度: 425.2軒/km2（1,100.8 軒/mi2） 人種別人口構成 - 白人: 96.04% - アフリカン・アメリカン: 1.53% - ネイティブ・アメリカン: 0.22% - アジア人: 0.66% - 太平洋諸島系: 0.06% - その他の人種: 0.26% - 混血: 1.23% - ヒスパニック・ラテン系: 1.02% | 年齢別人口構成 - 18歳未満: 23.3% - 18-24歳: 8.1% - 25-44歳: 27.7% - 45-64歳: 22.0% - 65歳以上: 18.9% - 年齢の中央値: 39歳 - 性比（女性100人あたり男性の人口） - 総人口: 91.8 - 18歳以上: 87.5 世帯と家族（対世帯数） - 18歳未満の子供がいる: 27.1% - 結婚・同居している夫婦: 40.7% - 未婚・離婚・死別女性が世帯主: 12.2% - 非家族世帯: 44.0% - 単身世帯: 35.4% - 65歳以上の老人1人暮らし: 16.0% - 平均構成人数 - 世帯: 2.25人 - 家族: 2.95人 | 収入と家計 - 収入の中央値 - 世帯: 37,197米ドル - 家族: 47,388米ドル - 性別 - 男性: 31,950米ドル - 女性: 26,538米ドル - 人口1人あたり収入: 20,153米ドル - 貧困線以下 - 対人口: 9.5% - 対家族数: 5.9% - 18歳未満: 8.9% - 65歳以上: 8.9% |

### 収入

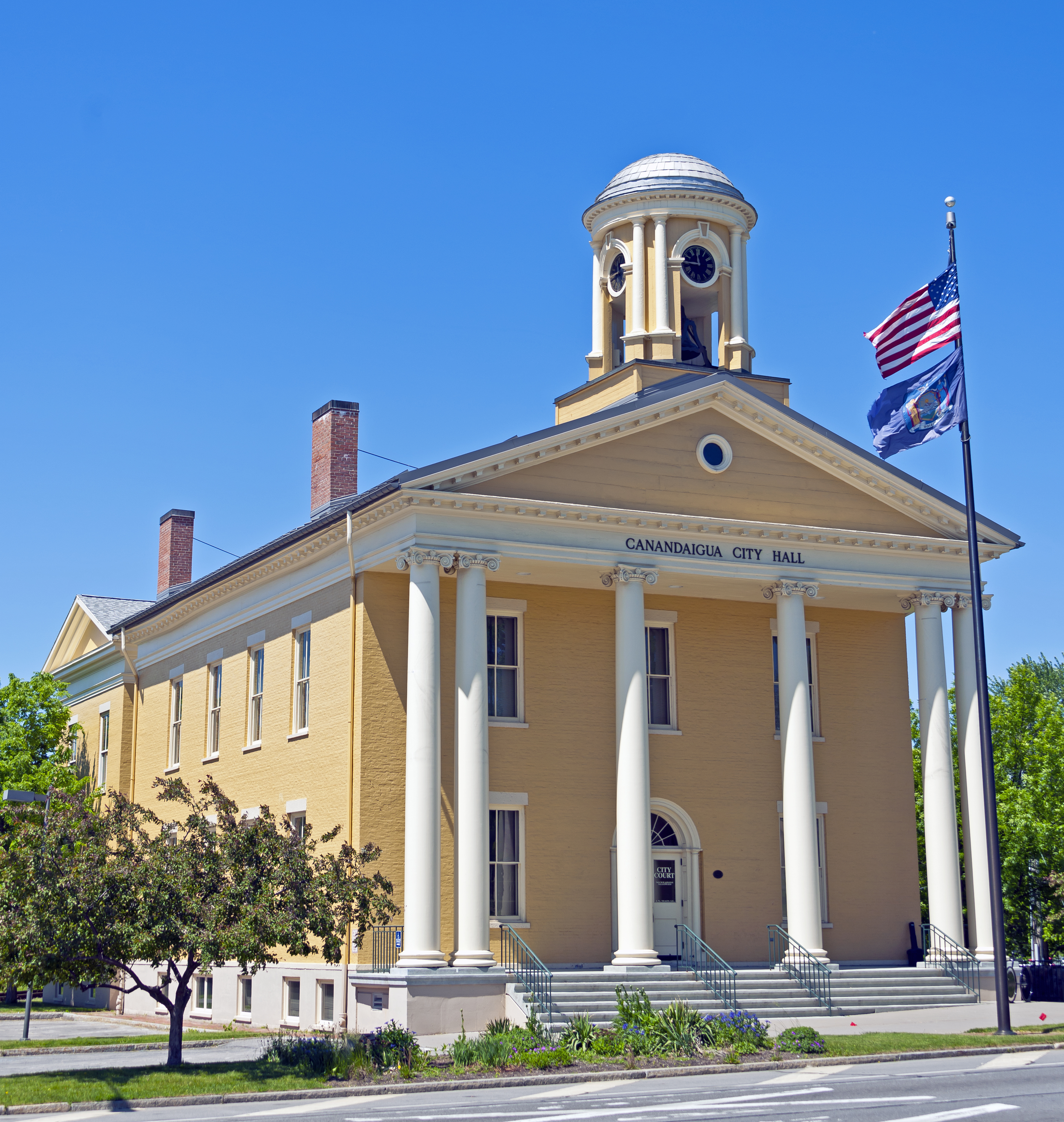
カナンデイグア市役所

## 文化とランドマーク
- ゾンネンバーグ邸宅と庭園、ヴィクトリア芸術の邸宅と50エーカー (200,000 m²) の庭園、現在は州立歴史公園、5月から10月半ばまで入場料徴収で公開
- ニューヨーク・ワイン・アンド・キュリナリー・センター、ニューヨーク州のワインと農産物に焦点を当てた、様々な展示、プログラム、教室がある。2006年にカナンデイグア中心街にオープンした[17]
- カーショー・ビーチ、カナンデイグア湖北岸、レイクショア・ドライブ沿い、低料金で公開[18]
- 八角家屋、ゴーラム通り16にあり、ニューヨーク州では比較的少なくなったものの1つ、一時期人気があった[19]
- 毎年8月に、市の郊外、ホープウェル町でページェント・オブ・スティームと呼ばれる蒸気の祭がある
- フィンガーレイクス・コミュニティカレッジのキャンパス（一部はホープウェル町に入っている）に、 コンステレーション・ブランズ＝マービン・サンズ芸能センターがある
- カナンデイグア・ファーマーズマーケットは、ビーマン通りとラファイエット通りの駐車場で、6月から10月まで開催されている[20]
- カナンデイグア・レディは二階建て外輪船と蒸気船のレプリカであり、5月から10月までカナンデイグア湖でのクルーズを行っている[21]
- カナンデイグア市では年間を通じて幾つかの祭りや大規模な行事を行っている。例えば、フィンガーレイクス・リースリング祭、ウォーターフロント芸術祭、カナンデイグア芸術音楽祭、レイクミュージック祭、グランジャー・ホームステッドの樹木の祭とキャリッジ博物館、クリストキンドル・マーケット、フィンガーレイクス・プレーン航空祭がある[22]

### アメリカ合衆国国家歴史登録財
カナンデイグア市内では下記の建物、資産、地区がアメリカ合衆国国家歴史登録財に指定されている。
- アデレード・アベニュー学校
- ベンハム邸
- ブリガムホール
- 南メインストリート426の建物
- カナンデイグア歴史地区
- カナンデイグア・ベテランズ病院歴史地区
- タデウス・チャピン邸
- コブルストーン邸宅
- グレンジャー・コテージ
- フランシス・グレンジャー邸
- マーシャル邸
- 北メインストリート歴史地区
- ソルトンストール通り学校
- ゾンネンバーグ庭園
- アメリカ合衆国郵便局カナンデイグア局
- ウッドローン墓地

## 著名な出身者
- アーサー・ダヴ、モダニズム 画家
- フランシス・グレンジャー、アメリカ合衆国下院議員、アメリカ合衆国郵政長官（ウィリアム・ハリソン、ジョン・タイラー両大統領政権、1841年）、ギデオン・グレンジャーの息子
- ギデオン・グレンジャー、アメリカ合衆国郵政長官（トーマス・ジェファーソン大統領政権、1801年-1814年フランシス・グレンジャーの父
- ライアン・ロクテ、競泳選手、2004年アテネオリンピック、2008年北京オリンピック、2012年ロンドンオリンピック (2012年)ロンドンオリンピックで金メダル合計5個
- クリステン・ウィグ、女優、コメディエンヌ、NBCテレビの『サタデー・ナイト・ライブ』にレギュラー出演、カナンデイグアで生まれた